# Mycena pinetorum
Mycena pinetorum är en svampart som beskrevs av J.E. Lange 1914. Mycena pinetorum ingår i släktet Mycena och familjen Mycenaceae.   Inga underarter finns listade i Catalogue of Life.